# 暁星高校刺傷事件
暁星高校刺傷事件（ぎょうせいこうこうししょうじけん）は、2016年（平成28年）に発生した刺傷事件。

## 概要

### 事件の経緯
2016年（平成28年）10月17日、東京都千代田区の暁星高等学校の事件の発生することとなるクラスでは、4時間目は自習の時間となっていた。この自習時間中である午後0時5分頃に、加害者となる生徒と被害者になるうちの1人の生徒との喧嘩が発生する。この喧嘩の時に加害者となる生徒は折りたたみナイフを取り出して相手を刺した。これを止めに入った1人の生徒も刺した。これを見つけて止めに入った教諭を切り、計3人の被害者を出した。警視庁麹町警察署はこの加害生徒を現行犯逮捕した。
暁星高等学校では事件が発生した同日の午後8時より、高校1年生の保護者を対象とした緊急の保護者会を開き、把握している事実関係や今後の対応を述べる。翌日以降は登校日にして生徒の気持ちへの対応をする。予定されていた中間試験の日程を1週間延期する。10月22日に予定されていた学校見学会は中止となる。

### 事件の分析
加害生徒は同級生2人にからかわれてカッとなって事件を起こしたと容疑を認める。折りたたみナイフは鞄に入れて家から持ってきた物であった。
加害生徒は、被害生徒2人とは仲の良い友人であったが、仲が悪化して怪我をさせようと思うようになっていた。被害者になった教諭には悪いことをしたと反省しているが、被害生徒2人に対しては反省をしていない。
加害生徒は口数の少ないおとなしい生徒で、この生徒に対するいじめが日常的に行われるようになっていた。保護者が学校に相談したがいじめは収まらず、いじめられていたことで思い詰めてナイフを学校に持参して、いじめに耐えかねて刺傷事件を起こすということになった。
事件の現場となった暁星高等学校は、キリスト教の理念で人物を育成するという学校であった。大学合格実績は優れ、スポーツは全国大会に出場する強豪で、複数の著名人を輩出していた。幼稚園から高等学校までを運営し、加害生徒は中学校からの入学であった。